# Livefields
Livefields er et album, som blev udgivet af bandet TOTO i 1999 under deres verdensturné. 
Totos daværende medlemmer var:
- Steve Lukather (Guitar og sang)
- Bobby Kimball (Forsanger)
- David Paich (Keyboards og sang)
- Simon Phillips (Trommer)
- Michael Porcaro (Bas)

Livefields består af:
- 1. Caught in the balance
- 2. Tale of a man
- 3. Rosanna
- 4. Luke solo
- 5. Million miles away
- 6. Jake to the bone
- 7. Simon solo
- 8. Dave´s gone skiing
- 9. Acoustic set:
- Out of love
- Mama
- You are the flower
- The road goes on
- 10. Better world
- 11. Girl goodbye
- 12. Dave solo
- 13. White sister

Extra Bonus CD:
- 1. I will remember
- 2. Hold the line
- 3. Won't hold you back